# لیندا آرسینو
لیندا آرسینو (به انگلیسی: Linda Arsenio) (زاده ۲۰ ژوئن ۱۹۷۸) بازیگر آمریکایی است.
از فیلم‌هایی که وی در آن نقش داشته است می‌توان به کابل اکسپرس، ساچین، امن و سد ۹۹۹ اشاره کرد.